# 정 간공
정 간공(鄭簡公, 기원전 570년 ~ 기원전 530년)은 춘추 시대 정나라의 임금으로, 휘는 가(嘉)이다.

## 사적

### 즉위, 자사 집정
정 희공 5년(기원전 566년) 12월 병술일에 아버지 희공이 재상 자사에게 시해당하자, 자사에게 옹립되어 5살에 정나라 임금이 되었다. 나이가 어리므로 자사 · 자국 · 자이 세 사람이 국정을 쥐었다. 간공 원년(기원전 565년), 여러 공자들이 희공 시해범 자사를 죽이려고 모의했으나 자사가 미리 알고 선수를 쳐 음력 4월 경진일에 자호(子狐) · 자희(子熙) · 자후(子侯) · 자정(子丁)을 죽였고, 자호의 두 아들 손격(孫擊)과 손악(孫惡)은 위나라로 달아났다.
간공 원년(기원전 565년) 4월 경인일에 자국과 자이가 채나라를 쳐 채나라 사마 공자 섭(燮)을 사로잡았고, 5월에 진나라가 연 회맹에는 이때 얻은 전리품을 바치고자 간공이 직접 회맹에 참여했다(다른 나라들은 진나라의 겸양으로 대부들을 보냈다). 이는 진나라에 잘 보이기 위해 진나라의 적 초나라의 속국을 친 것이었다. 겨울, 초나라에서 채나라를 친 데에 대한 보복으로 자낭을 보내 정나라를 공격하자, 자사 · 자국 · 자이는 초나라에 항복하자고 하고, 자공 · 자교 · 자전은 진나라의 구원을 기다리자고 주장했으며, 자사가 자전의 논박을 무시하고 독단으로 초나라와 화평했다.
간공 2년(기원전 564년) 10월, 배신의 대가로 정나라는 진나라 · 송나라 · 위나라 · 조나라 · 거나라 · 주나라 · 등나라 · 설나라 · 기나라 · 소주나라 · 제나라의 연합 공격을 받아 서울이 포위되었다. 정나라는 두려워하여 항복하였고, 간공은 희 땅에서 6경 공자 비 · 공자 발 · 공자 가 · 공손 첩 · 공손 채 · 공손 사지와 그 일족들을 거느리고 연합군과 회맹했다. 그러나 회담에서 공자 비가 진나라를 전심으로 따를 뜻이 없다고 밝혔으므로, 연합군은 다시 몇 차례 정나라 도성을 공격하다 퇴각했다. 진나라가 물러가자 초나라가 정나라를 공격했고, 자공과 자교는 반대했으나 자사(공자 비)와 자전의 주도로 다시 초나라와 결맹했다. 이때 초나라는 국상이 나 일찍 돌아갔다.
간공 3년(기원전 563년) 6월, 자이가 초나라 자낭과 함께 송나라를 구원했고, 초나라의 명령으로 황이(皇耳)를 보내 송나라를 구원하려는 위나라를 선제 공격했으나 위나라의 손문자(손임보)에게 패배해 황이가 손괴에게 사로잡혔다.
10월 무진일, 자사에게 원한을 품은 위지(尉止)와 사씨(司氏)의 사신(司臣), 도씨(堵氏)의 도여보(堵女父), 후씨(侯氏)의 후진(侯晉), 자사씨(子師氏)의 자사복(子師僕)이 간공 원년에 자사에게 살해당한 공자들의 무리에 의지해 반란을 일으켜 조정으로 쳐들어와 자사, 자국, 자이를 죽였다. 자사의 아들 자서와 자국의 아들 자산이 집안을 수습하고 반란군과 싸우고 자교가 이들을 도와, 위지와 자사복을 죽이고 반군을 진압했다. 후진은 진나라로 달아났고, 도여보와 사신과 위편(위지의 아들)과 사제(사신의 아들)는 송나라로 달아났다. 자공은 반란을 눈치챘으나 자사가 죽으면 자신이 대신할 것을 노리고 알려주지 않았으며, 과연 자공이 자사를 대신하였다. 자공은 집정이 된 자신의 말에 백관들이 복종하도록 맹세를 강요했으나, 자산의 말을 듣고 그만두었다.
진나라는 송나라 · 위나라 · 조나라 · 거나라 · 주나라 · 등나라 · 설나라 · 기나라 · 소주나라 · 제나라와 함께 다시 정나라를 공격해 정나라의 호뢰 · 오 · 제 세 지역에 성을 쌓았다. 초나라는 또 자낭을 보내 정나라를 구원했고, 이에 연합군과 초군 모두 퇴각했다.

### 자공 집정
간공 4년(기원전 562년), 진나라는 송나라 · 위나라 · 조나라 · 거나라 · 주나라 · 등나라 · 설나라 · 기나라 · 소주나라 · 제나라와 함께 다시 정나라를 공격했다. 정나라 대부들은 진나라의 힘이 초나라보다 우세하다고 여겼기에 아예 진나라가 초나라를 압도하게 해 진나라에 붙는 길을 생각했고, 자전의 말에 따라 송나라를 공격해 진나라의 분노를 격발시켰다. 진나라가 이끌고 온 연합군은 정나라의 서울과 교외 곳곳을 포위했고, 정나라는 7월에 연합군과 동맹했다. 초나라는 진나라의 원군을 청해, 초 영윤 자낭과 진 우대부 첨(詹)이 정나라를 공격했다. 간공은 이들에게 항복하고 같이 이들과 송나라를 쳤다. 음력 9월, 진나라는 다시 송나라 · 위나라 · 조나라 · 제나라 · 거나라 · 주나라 · 등나라 · 설나라 · 기나라 · 소주나라와 함께 정나라를 공격했다. 정나라는 다시 진나라에 투항하기로 작정하고 초나라에 이를 통보하는 사신을 보냈으며, 제후연합군에 화친을 청했다. 간공은 조무와 결맹하고, 진 도공에게는 자전이 가서 결맹했다. 정나라는 진 도공에게 악사와 병거와 악기와 가희[여악]를 바쳤다. 초나라는 정나라의 사신을 잡아가두고 간공 5년(기원전 561년)에 송나라를 보복 공격했다.
간공 7년(기원전 559년), 정나라의 공손 채가 진나라와 함께 진나라를 공격하는 데 참여했다.
간공 8년(기원전 558년), 정나라는 5년 전에 반란을 일으키고 달아난 위편 · 사신 · 사제 · 도여보가 달아난 송나라에 뇌물을 주었다. 송나라는 위편 · 사제 · 도여보를 정나라에 넘겨주고 사신은 어질다고 여겨 노나라로 보냈으며, 정나라에서는 이 세 사람을 죽여 젓을 담갔다. 또 도여보의 일족인 도구의 아내를 빼앗아 친정인 진나라 세경 가문 범씨에게로 돌려보내, 후환을 없앴다.
간공 9년(기원전 557년), 허나라 임금(허남) 영공이 초나라와 가까운 당시의 영읍 섭에서 떠나 진나라에 귀순하고자 나라를 옮기기를 청했으나 허나라 대부들의 반발로 무산되었다. 마침 여러 나라 제후들과 회합하고 있던 진나라는 각국의 제후들을 돌려보내고 대부들과 함께 허나라를 공격했는데, 정나라는 허나라와 오랜 원한이 있어서 간공이 직접 허나라 공격에 참여했다.
간공 11년(기원전 555년), 간공은 자교(공손 채) · 백유(양소) · 자장(공손 흑굉)을 거느리고 맹주인 진나라와 송나라 · 위나라 · 조나라 · 거나라 · 주나라 · 설나라 · 기나라 · 소주나라와 함께 연합하여 노나라를 공격한 제나라를 포위했다. 본국에는 재상 자공과 자전 · 자서를 남겨 나라를 지키게 했다. 그런데 자공이 초나라와 내통하고 모반을 꾀해, 초나라에서 영윤 자경(공자 오)을 보냈다. 자전과 자서가 자공의 음모를 알아채고 성을 지키며 자공이 내응하지 못하게 했고, 자경이 이끄는 초군은 정나라 경내를 휩쓸고 도성의 순문을 공격했으나 마침 큰 비가 내려 초군의 인명피해가 심대했다. 연합군은 제나라의 요격을 무찌르고 성을 몇 차례 공격하다가 퇴각했다.
간공 12년(기원전 554년), 간공과 정나라 사람들은 자공(공자 가)의 전횡을 싫어하여, 위지의 난 때 반란을 사전에 대처하지 않은 것과 작년에 초군을 끌어들인 것을 추궁해 죄로 판결했다. 자공은 자기 집안의 군대와, 자기와 친한 자혁(정단, 혹 연단, 정 목공의 손자며 자연의 아들) · 자량(정 목공의 손자며 자공 - 공자 지 - 의 아들)의 군대를 가지고 자신을 지켰으나, 자전과 자서가 자공을 공격해 죽였다. 자혁과 자량은 초나라로 달아났다. 간공은 자전으로 자공을 대신해 국정을 맡게 하고, 자서에게는 자전을 대신하게 했다. 경의 빈 자리는 자산으로 채웠다. 아직 간공이 어려 대부들이 정사를 맡았다. 또 이해 다른 경인 자교도 죽었다.

### 자전 집정
간공 15년(기원전 551년), 또 다른 경인 공손 흑굉이 죽었다. 12월, 공손 채(자교)의 아들인 유판(游販)이 남의 아내를 뺏었다가 복수로 살해당했다. 자전은 유판의 아우 태숙을 유판의 아들 유양 대신 후계자로 세우고, 유씨에게 다시 복수하지 못하게 했다.
간공 17년(기원전 549년) 2월, 간공은 자서를 거느리고 진나라에 조현했다. 이때 자산의 편지를 자서가 받아 진나라의 중군 원수 범선자에게 주어 공물을 줄이도록 요청하여 승낙받았다. 또 진나라가 초나라 편에 서서 정나라와 사이가 나빴기에, 진나라를 치도록 허락을 받았다. 간공은 진나라와 송나라 · 위나라 · 조나라 · 거나라 · 주나라 · 설나라 · 기나라 · 소주나라와 함께 연합하여 진나라를 전년에 공격한 제나라를 공격하여 보응하려고 이의에 모였으나, 초나라가 제나라를 구원하여 정나라를 쳤기에 이 연합군은 정나라를 구원했다.
간공 18년(기원전 548년), 진나라가 다시 제나라를 공격하려 해 전년의 연합군을 이의에서 재소집하고 간공도 이에 참여했으나, 제나라에서 진나라를 공격한 임금 제 장공이 시해되자 연합군은 물러났다.
간공 18년(기원전 548년), 진나라에서 전년에 허락받은 대로 공손 사지(자전)와 공손 교(자산)에게 병거 7백 승을 딸려보내 진나라를 치게 했고, 정군은 진나라 도성을 기습해 진나라 임금 애공은 달아나고 성은 함락되었다. 정나라는 진나라를 임시로 다스리다가 진후가 항복하자 정사를 모두 진나라에 돌려주고 귀국했다. 자산이 7월에 진나라에 가서 전리품을 바치고, 10월에는 간공이 자전과 함께 가서 사례했다. 또 공손 하(자서)가 다시 진나라를 공격해 화평했다.
간공 19년(기원전 547년), 전년의 진나라 공격에서 공을 세운 사람들에게 상을 주었다. 초나라와 진나라가 오나라를 공격하려다가 돌아오면서 정나라를 공격해 성균에서 황힐(皇頡)과 인근보(印堇父)가 사로잡혔다. 정나라는 진나라에 예물을 주고 인근보를 데려왔다.
위 상공이 살해당하고 위 헌공이 복위하면서 위나라에 발생한 내분을 진정시키기 위해 진나라에서 이해 6월에 연합군을 일으키자, 정나라는 양소를 보냈다. 진나라는 위 헌공을 사로잡았다. 이에 간공은 제 경공과 함께 진나라에 가서 위후를 풀어주기를 청했고, 진나라는 위후를 귀국시켰다.
허 영공이 10년 전 정 간공이 친히 자기를 치러 온 것을 한하여 초나라에 친히 가 정나라 토벌을 청했고, 귀국하지 못하고 8월에 죽었다. 초 강왕은 허남의 말을 들어 10월에 정나라를 공격했다. 정나라는 자산의 말을 받아들여 초군을 방어하지 않았고, 초나라는 정나라 국도의 사량지문을 치다가 약간의 손해를 보고 회군해 허 영공을 장사지냈다.
간공 20년(기원전 546년), 송나라 대부 상술의 발의로 남북의 두 강국 진나라와 초나라가 화의를 맺고 각자의 속국들과 함께 송나라에서 회맹을 맺자(미병지회), 정나라는 대부 양소를 보내 회맹에 참여했다. 진나라 대표 조맹(조무)은 회맹 후 정나라를 거쳐갔고, 간공은 대부들과 함께 조맹을 접대했다.
간공 21년(기원전 545년), 전년의 맹약 때문에 유길을 초나라에 보냈다. 그러나 초 강왕은 유길을 돌려보내고 정백(간공)이 친히 오도록 요구했고, 간공은 자산을 데리고 초나라에 빙문했다. 12월에 초 강왕이 죽었고, 간공 22년(기원전 544년) 4월에 장사를 지내면서 간공은 노 양공 · 허 영공 · 진후와 함께 송장했다. 한편 이해 동주 영왕의 장사도 지냈는데, 간공 출국 중에 나라를 지키고 있는 자전은 인단을 보내 장사에 참여했다.
간공 22년(기원전 544년), 공손 사지(자전)가 죽고 그 아들 한호(자피)가 뒤를 이어 상경이 되었다. 집정을 맡은 백유(양소)가 초나라에 공손 흑(자석)을 사자로 보내려 했는데, 자석은 거부하고 백유를 공격하려 해 정나라 대부들이 화해시켰다.

### 자피 · 자산 집정
간공 21년(기원전 543년), 간공은 사씨와 양씨 간의 싸움 때문에 대부와 함께 맹약을 맺었으나 결국은 파국에 이르렀다. 백유는 집에 지하실을 만들어 밤새 술을 마셨다. 간공 21년(기원전 543년), 백유가 간공을 뵙고 자석(공손 흑)을 초나라에 보내기로 했다. 자석은 사씨의 가병을 동원하여 백유를 공격했고, 백유는 허나라로 달아났다. 7목 중 한씨와 사씨와 풍씨가 동복형제 간이고 양씨(백유)는 고립되었는데다 백유가 평소에 적을 많이 만들었으므로, 대부들은 백유에게 화를 내렸다. 자산이 달아나고 인단도 따라가자, 자피가 자산을 만류하고 자석(인단)도 불러들였다. 백유는 자피가 자신을 공격하지 않았다는 말을 듣고 귀국하여 마사 힐과 연합하여 정나라 도성을 공격했으나, 사씨의 가독인 사대(공손 하의 아들로 공손 흑의 조카)가 백유를 공격하여 결국 백유가 시장에서 죽었다. 또 복전이 백유를 따라 죽었고, 우힐(마사 힐)은 진나라에 망명했다. 자피는 자기 숙부이며 자한의 아들인 공손 서를 우힐의 대신으로 삼았다.
백유가 죽자 자피가 국정을 맡았으나, 자피는 자산에게 정권을 넘겨주었다. 자산은 가세가 약해 사양했으나 자피가 강권하여 떠맡았다. 자산은 국도와 변비의 존비를 정립하고, 공과 경과 대부의 의복의 경계를 정했다. 또 밭에 경계와 수로를 내고, 다섯 농가를 한 조로 묶어 상보하게 했다. 그리고 상벌을 명확하게 하여 관직을 정비했다. 풍권(자장)이 제사를 지내기 위해 사냥하기를 청하고, 자산이 위법이라며 불허하자 군대를 모아 자산을 공격하려 하니 자산은 달아나려 했다. 이때 자피가 개입하여 자산이 달아나지 못하게 하고 도리어 풍권을 진나라로 추방했다. 자산의 개혁으로 인해 사치한 옷을 입은 사람들과 남의 토지를 침탈하여 점유하는 자들이 손해를 입어, 치세 1년 내에는 자산을 원망하는 노래가 널리 퍼졌다. 그러나 3년 후에는 자산을 칭송하는 노래가 국내에 퍼졌다.
자산은 여러 나라의 사정에 밝은 공손 휘(자우)에게 외교에 관한 일을 묻고 사령(외교 문서)을 거의 맡겼으며, 계획을 잘 짜는 비심과 상의하고, 결단을 잘 하는 풍간자에게 결단을 맡기고, 용모가 아름답고 재주가 있는 자태숙에게 제후의 응대를 맡겼다. 이와 같은 방식으로 하여 외교에서 거의 성공하였다. 또 국인들이 향교에서 집정을 비판하는 것을 허용했다.
간공 25년(기원전 541년) 봄, 초나라 영윤 공자 위(후의 초 영왕)가 정나라를 방문했고, 공손 단의 딸을 아내로 맞이해 갔다. 또 공자 위의 부름에 따라 괵에서 회합하여 간공 20년에 맺은 맹약을 재확인하자, 정나라는 한호(자피)를 보내 이에 참여했다.
자석(공손 흑)이 백유와 싸워 백유가 죽은 이래로 자석의 횡포는 정나라 외부까지 널리 알려질 정도로 심해졌다. 자석이 공손 초(자남)의 약혼녀를 힘으로 빼앗으려 했으나 실패하고 자남이 혼인하자, 친히 자남을 암살하고 그 아내를 뺏으려 했다가 자남에게 들통나 도리어 부상을 입었다. 자산과 대부들은 자석의 집안인 사씨 일족을 두려워하여 5월에 자남을 오나라로 추방하고 공손 초 집안, 곧 유씨의 가독인 태숙에게도 양해를 구했다. 6월, 간공은 대부들과 공손 초의 사건으로 말미암아 결맹했으며, 공손 흑은 6경이 아님에도 한호 · 공손 교(자산) · 공손 단 · 인단 · 유길 · 사대와 함께 결맹하였으나 자산은 자석의 세력을 두려워해 토벌하지 않았다.
초나라 영윤 공자 위가 아우 흑굉과 백주리를 보내 정나라의 세 읍, 주(犫) · 약(櫟) · 겹(郟)에 성을 쌓게 했다. 그러나 자산은 초나라의 뜻이 정나라 땅을 뺏는 것이 아니라 흑굉과 백주리를 제거하는 데 있음을 알았다. 과연 위는 이 둘이 초왕 겹오의 곁을 떠나자 왕을 직접 시해하고 왕으로 즉위했으며 사람을 보내 백주리를 죽였다. 정나라는 흑굉의 망명을 받아들였다. 정나라는 겹오의 장례에 유길(태숙)을 보냈고 또 새로 선 영왕의 즉위를 축하했다.
간공 26년(기원전 540년), 공손 흑은 유초에게 상처를 입은 원한을 갚고 6경의 반열에 들고자 반란을 일으켜 유씨를 제거하려고 했으나 상처가 덧나 결행하지 못했다. 사씨는 공손 흑이 여러 대부들의 미움을 받고 있으므로 화를 두려워해 대부들과 함께 공손 흑을 죽이려 했다. 자산은 이 소식을 듣고 재빨리 국도로 돌아와 백유를 친 죄, 유초와 싸운 죄, 멋대로 6경과 맞먹으려고 한 죄 셋을 들어 드디어 공손 흑에게 자결을 강요하고, 그 시체를 길거리에 죄목과 함께 걸어두었다.
간공 30년(기원전 536년), 자산이 형정을 주조했다.
간공 31년(기원전 535년), 정나라에서 백유의 귀신이 출몰하여 민심이 흉흉해졌고, 사대와 공손 단이 죽었다. 자산은 모반을 일으켰다 죽은 자공(공자 가)의 아들 공손 설과 백유의 아들 양지를 대부로 세워 정나라를 안정시켰다. 한씨 중 공손 사지의 자손(자피씨)과 공손 서의 자손(마사씨)의 사이가 벌어져 공손 서의 아들 한삭이 공손 사지의 아들이며 한호의 아우 한퇴를 죽이고 진나라로 망명했다.
간공 36년(기원전 530년), 간공은 죽었다.